# روابط بین‌الملل در تئوری و عمل
روابط بین‌الملل در تئوری و عمل کتابی از سید علی اصغر کاظمی است که در سال ۱۳۷۲ منتشر و در مراسم کتاب سال جمهوری اسلامی ایران به‌عنوان کتاب برگزیده معرفی شد.